# Waalse Regering

Het Waals Gewest

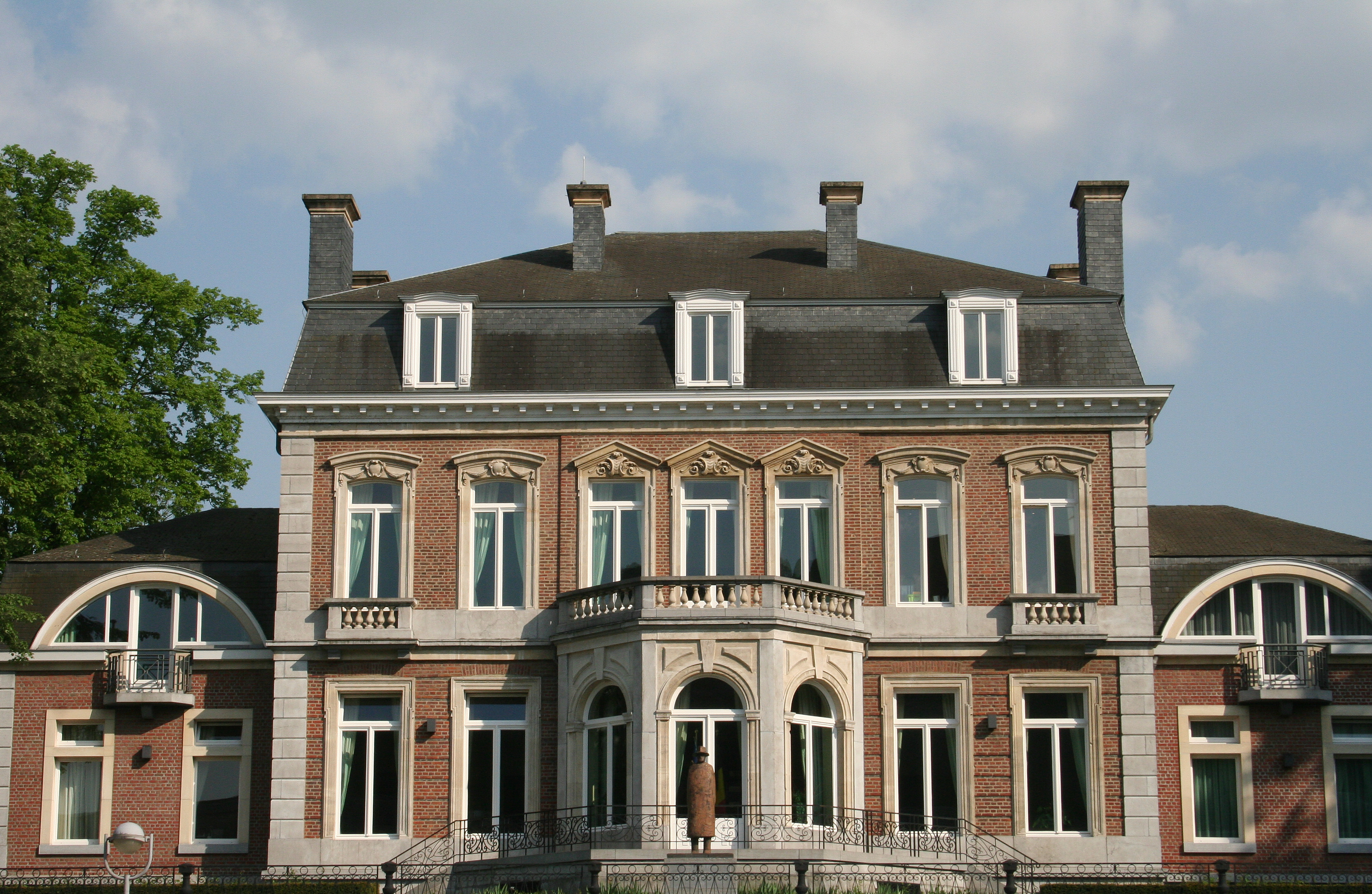
Het Elysette in Namen is de ambtswoning van de Waalse minister-president

De Waalse Regering is de uitvoerende macht van Wallonië in België. De regering is samengesteld uit maximaal negen ministers, de minister-president inbegrepen. Deze ministers kunnen ook tegelijk minister zijn in de Franse Gemeenschapsregering. 
De Waalse regering zetelt in het Elysette te Namen, de officiële residentie van de minister-president. Ook het Waals Parlement is gevestigd in Namen.

## Statuut

### Waalse overheidsadministratie
De Service public de Wallonie (SPW), de Waalse overheidsadministratie, is sedert 1 augustus 2008 de belangrijkste overheidsinstantie in het Waals Gewest. De Service public omvat de voormalige diensten van de gewestregering en het Ministère de l'équipement et des transports (MET). De hoofdkantoren van de instantie zijn gelegen in Jambes te Namen. 

#### Interne structuur
De Service public bestaat uit een Secretariaat-generaal, een Algemene Directie voor de Begroting, de Logistiek en Informatietechnologie, en zeven operationele Directoraten. 
De volledige structuur ziet eruit als volgt: 
- Secrétariat général
- Direction générale transversale Budget, Logistique et TIC
- Direction générale opérationnelle Routes et Bâtiments
- Direction générale opérationnelle Mobilité et Voies hydrauliques
- Direction générale opérationnelle de l'Agriculture, des Ressources naturelles et de l'Environnement
- Direction générale opérationnelle Aménagement du territoire, Logement, Patrimoine et Énergie
- Direction générale opérationnelle Intérieur et Action sociale
- Direction générale opérationnelle de l'Économie, de l'Emploi et de la Recherche
- Direction générale opérationnelle de la Fiscalité

## Samenstelling huidige Waalse Regering
Na de verkiezingen van 9 juni 2024 hebben  MR (26 zetels) en  Les Engagés (17 zetels) een coalitie gevormd. Op 11 juli 2024 werd het regeerakkoord voorgesteld en de regering-Dolimont legde de eed af op 15 juli 2024. Een aantal regeringsleden zijn tegelijk minister in de Franse Gemeenschapsregering. 
Regering-Dolimont (15 juli 2024 - heden):
| Naam                        | Partij | Partij      | Functie en bevoegdheden |
| --------------------------- | ------ | ----------- | --- |
| Adrien Dolimont (1988)      |        | MR          | Minister-President en Minister Begroting, Financiën, Dierenwelzijn, Internationale Betrekkingen en Wapenvergunningen        |
| François Desquesnes (1971)  |        | Les Engagés | Viceminister-president en Minister Ruimtelijke Ordening, Openbare Werken, Mobiliteit, Verkeersveiligheid en Lokale Besturen |
| Pierre-Yves Jeholet (1968)  |        | MR          | Viceminister-president en Minister Economie, Werkgelegenheid, Industrie en Onderwijs                                        |
| Anne-Catherine Dalcq (1992) |        | MR          | Minister Landbouw en Plattelandsontwikkeling                                                                                |
| Yves Coppieters (1968)      |        | Les Engagés | Minister Volksgezondheid, Milieu, Sociale Economie, Sociale Actie, Handicap en Armoedebestrijding                           |
| Valerie Lescrenier (1979)   |        | Les Engagés | Minister Toerisme, Erfgoed, Infrastructuur en Kinderopvang                                                                  |
| Cécile Neven                |        | MR          | Minister Energie, Lucht-Klimaatplan, Huisvesting en Luchthavens                                                             |
| Jacqueline Galant (1974)    |        | MR          | Minister Sportinfrastructuur en Administratieve Vereenvoudiging                                                             |

## Overzicht Waalse Regeringen (1981-heden)
| Nr. | Regering                     | Minister-president                | Partijen       | Periode    | Dagen |
| --- | ---------------------------- | --------------------------------- | -------------- | ---------- | ----- |
| 1   | Regering-Dehousse I          | Jean-Maurice Dehousse (PS)        | PS, PRL, PSC   | 1981-1982  | 36    |
| 2   | Regering-Damseaux            | André Damseaux (PRL)              | PRL, PS, PSC   | 1982       | 273   |
| 3   | Regering-Dehousse II         | Jean-Maurice Dehousse (PS)        | PS, PRL, PSC   | 1982-1985  | 1127  |
| 4   | Regering-Wathelet            | Melchior Wathelet (PSC)           | PSC, PRL       | 1985-1988  | 798   |
| 5   | Regering-Coëme               | Guy Coëme (PS)                    | PS, PSC        | 1988       | 97    |
| 6   | Regering-Anselme             | Bernard Anselme (PS)              | PS, PSC        | 1988-1992  | 1338  |
| 7   | Regering-Spitaels            | Guy Spitaels (PS)                 | PS, PSC        | 1992-1994  | 748   |
| 8   | Regering-Collignon I         | Robert Collignon (PS)             | PS, PSC        | 1994-1995  | 511   |
| 9   | Regering-Collignon II        | Robert Collignon (PS)             | PS, PSC        | 1995-1999  | 1483  |
| 10  | Regering-Di Rupo I           | Elio Di Rupo (PS)                 | PS, PRL, Ecolo | 1999-2000  | 267   |
| 11  | Regering-Van Cauwenberghe I  | Jean-Claude Van Cauwenberghe (PS) | PS, PRL, Ecolo | 2000-2004  | 1567  |
| 12  | Regering-Van Cauwenberghe II | Jean-Claude Van Cauwenberghe (PS) | PS, cdH        | 2004-2005  | 444   |
| 13  | Regering-Di Rupo II          | Elio Di Rupo (PS)                 | PS, cdH        | 2005-2007  | 652   |
| 14  | Regering-Demotte I           | Rudy Demotte (PS)                 | PS, cdH        | 2007-2009  | 726   |
| 15  | Regering-Demotte II          | Rudy Demotte (PS)                 | PS, Ecolo, cdH | 2009-2014  | 1833  |
| 16  | Regering-Magnette            | Paul Magnette (PS)                | PS, cdH        | 2014-2017  | 1102  |
| 17  | Regering-Borsus              | Willy Borsus (MR)                 | MR, cdH        | 2017-2019  | 776   |
| 18  | Regering-Di Rupo III         | Elio Di Rupo (PS)                 | PS, MR, Ecolo  | 2019-2024  | 1767  |
| 19  | Regering-Dolimont            | Adrien Dolimont (MR)              | MR, LE         | 2024-heden | 240   |

### Historische lijsten van Waalse portefeuilleministers
- Lijst van Waalse ministers van Ambtenarenzaken
- Lijst van Waalse ministers van Binnenlandse Aangelegenheden
- Lijst van Waalse ministers van Buitenlands Beleid
- Lijst van Waalse ministers van Buitenlandse Handel
- Lijst van Waalse ministers van Dierenwelzijn
- Lijst van Waalse ministers van Economie
- Lijst van Waalse ministers van Energie
- Lijst van Waalse ministers van Erfgoed
- Lijst van Waalse ministers van Financiën en Begroting
- Lijst van Waalse ministers van Gelijke Kansen
- Lijst van Waalse ministers van Huisvesting
- Lijst van Waalse ministers van Informatica en Innovatie
- Lijst van Waalse ministers van Landbouw en Landelijkheid
- Lijst van Waalse ministers van Leefmilieu
- Lijst van Waalse ministers van Luchtvaart
- Lijst van Waalse ministers van Mobiliteit
- Lijst van Waalse ministers van Openbare Werken
- Lijst van Waalse ministers van Ruimtelijke Ontwikkeling
- Lijst van Waalse ministers van Sociale Zaken en Gezondheid
- Lijst van Waalse ministers van Sport
- Lijst van Waalse ministers van Toerisme
- Lijst van Waalse ministers van Werkgelegenheid
- Lijst van Waalse ministers van Wetenschap en Technologie